# Nguyễn Thành Nam (Phú Thọ)
Nguyễn Thành Nam (sinh ngày 13 tháng 8 năm 1966) là Đại biểu Quốc hội nước Cộng hòa xã hội chủ nghĩa Việt Nam. Ông hiện là Tỉnh ủy viên, Phó Trưởng Đoàn Đại biểu Quốc hội chuyên trách tỉnh Phủ Thọ, Đại biểu Quốc hội khóa XV từ Phú Thọ. Ông từng là Ủy viên Ban Chấp hành Liên minh Hợp tác xã Việt Nam, Bí thư Đảng đoàn, Chủ tịch Liên minh Hợp tác xã tỉnh Phú Thọ.
Nguyễn Thành Nam là đảng viên Đảng Cộng sản Việt Nam, học vị Cử nhân Hành chính, Cử nhân Luật, Cử nhân Lý luận chính trị, Kỹ sư Kinh tế nông nghiệp, Thạc sĩ Quản lý kinh tế. Ông có sự nghiệp đều công tác ở quê nhà Phú Thọ.

## Xuất thân và giáo dục
Nguyễn Thành Nam sinh ngày 13 tháng 8 năm 1966 tại phường Tiên Cát, thành phố Việt Trì, tỉnh Phú Thọ. Ông lớn lên và tốt nghiệp trường Trung học phổ thông Việt Trì, hệ 10/10, thi đỗ và học Đại học Nông nghiệp I, nay là Học viện Nông nghiệp Việt Nam, tốt nghiệp Kỹ sư Kinh tế nông nghiệp. Ông học thêm Trường Đại học Tổng hợp Hà Nội, có hai bằng đại học nữa là Cử nhân Hành chính và Cử nhân Luật, học cao học và nhận bằng Thạc sĩ Quản lý kinh tế. Ông được kết nạp Đảng Cộng sản Việt Nam vào ngày 9 tháng 11 năm 1987, trở thành đảng viên chính thức sau đó 1 năm, từng theo học các khóa chính trị ở Học viện Chính trị Quốc gia Hồ Chí Minh và tốt nghiệp Cử nhân lý luận chính trị.

## Sự nghiệp
Tháng 1 năm 1986, Nguyễn Thành Nam bắt đầu công tác tại phường Tiên Cát, thành phố Việt Trì, tỉnh Phú Thọ, là Kế toán Hợp tác xã Nông nghiệp. Giai đoạn này ông cũng tham gia công tác Đoàn Thanh niên Cộng sản Hồ Chí Minh, là Phó Bí thư Đoàn phường. Tháng 1 năm 1989, ông được bầu làm Bí thư Đoàn phường, rồi Ủy ban Ban Chấp hành Đảng bộ phường, Đại biểu Hội đồng nhân dân phường, Trưởng Ban Thư ký Hội đồng nhân dân phường Tiên Cát. Sau đó 4 năm, vào tháng 4 năm 1993, ông được điều lên công tác ở Thành đoàn Việt Trì, tỉnh Vĩnh Phú – nay là Phú Thọ, giữ chức Phó Bí thư Thành đoàn, Chủ tịch Hội Đồng đội, sau đó thăng chức Bí thư Thành đoàn, Ủy viên Ban Thường vụ Tỉnh đoàn, được bầu làm Ủy viên Ban Chấp hành Đảng bộ thành phố Việt Trì. Tháng 10 năm 1997, ông được bổ nhiệm làm Phó Bí thư thường trực Tỉnh đoàn Phú Thọ, Chủ tịch Hội Đồng đội, Chủ nhiệm Ủy ban Kiểm tra Tỉnh đoàn. Sang tháng 11 năm 2002, ông tới công tác tại Trường Chính trị tỉnh Phú Thọ, là Đảng ủy viên, Phó Hiệu trưởng, Chủ tịch Công đoàn trường. Đến tháng 5 năm 2009, ông được điều về huyện Đoan Hùng, là Phó Bí thư phụ trách cơ sở Đảng, rồi Phó Bí thư thường trực, Đại biểu Hội đồng nhân dân huyện Đoan Hùng.
Tháng 5 năm 2012, Nguyễn Thành Nam nhậm chức Phó Chủ tịch thường trực Liên minh Hợp tác xã tỉnh Phú Thọ, rồi được bầu làm Chủ tịch, Bí thư Chi bộ, Ủy viên Ban Chấp hành Liên minh Hợp tác xã Việt Nam. Tháng 11 năm 2020, tại Đại hội Đảng bộ tỉnh Phú Thọ lần thứ XIX, nhiệm kỳ 2020–2025, ông được bầu vào Ban Chấp hành Đảng bộ tỉnh. Sang năm 2021, ông được Ủy ban Trung ương Mặt trận Tổ quốc Việt Nam tỉnh giới thiệu tham gia ứng cử đại biểu Quốc hội từ Phú Thọ, thuộc đơn vị bầu cử số 2 gồm thị xã Phú Thọ, huyện Phù Ninh, Lâm Thao, Đoan Hùng, rồi trúng cử Đại biểu Quốc hội khóa XV với tỷ lệ 80,75%. Ngày 23 tháng 7 năm 2021, ông được phê chuẩn làm Phó Trưởng Đoàn chuyên trách Đoàn Đại biểu Quốc hội tỉnh Phú Thọ.

## Khen thưởng
- Huân chương Lao động hạng Ba, 2015;